# Setge de Segesta
El Setge de Segesta va tenir lloc la primavera del 397 aC. Dionís el Vell, tirà de Siracusa, havia estat reforçant les seves defenses i millorant el seu exèrcit per poder competir amb Cartago pel control de Sicília. El 398 aC va atacar i saquejar la ciutat de Mòtia, tot i els esforços del general Himilcó Hannó per socórrer la ciutat. Mentre Mòtia estava assetjada, Dionís va intentar assaltar Segesta, però no ho va aconseguir. Ho tornaria a intentar un cop Mòtia va caure, però de nou els assetjats aconseguiren resistir, infligint serioses baixes entre els Grecs en un atac nocturn. Aquesta derrota i l'arribada d'Himilcó Hannó va forçar a Dionís a retirar-se a Siracusa.

## Rerefons
Un cop va prendre el poder de Siracusa com dictador, Dionís el Vell va centrar tots els seus esforços en reforçar el poder militar de la ciutat. Va alçar noves muralles i fortificacions a la ciutat, va contractar un gran nombre de mercenaris i va millorar la flota de guerra.
El 404 aC, Dionís es va sentir prou fort per trencar el tractat de pau que havia signat amb Cartago i atacava la ciutat sícul d'Herbessus, teòricament neutral. Cartago no va reaccionar, així que seguidament, entre el 403 i el 398 aC, Dionís va destruir les ciutats de Catana, on va establir els seus mercenaris de Campània, i Naxos, esclavitzant tots els seus habitants. També va conquerir Leontini, que es va rendir sense resistència.
El 398 aC va posar rumb a Mòtia amb 200 naus de guerra i 500 naus de transport. Ciutats controlades pels cartaginesos com Messina i fins i tot Eryx, d'origen Elimi, es revoltaren i s'uniren a Dionís, mentre Panormus, Solus, Segesta i Mòtia es van mantenir fidels a Cartago. Amb un exèrcit de 83.000 homes, Dionís tenia capacitat suficient per liderar diverses campanyes alhora, així que va deixar el seu germà Leptines al càrrec del setge de Mòtia mentre ell mateix saquejava el territori púnic i elimi de Sicília occidental, posant setge a Segesta i Entella.
Entre les diverses raons que portaren a Dionís a intentar capturar la ciutat, una era el gran nombre de mercenaris que tenia sota les seves ordres, als que calia mantenir ocupats per evitar aldarulls. Segesta oferia la possibilitat de capturar un quantiós botí i logísticament podia convertir-se un una excel·lent localització per establir una base pel seu exèrcit.

## Setge del 398 ac
Les tropes gregues acamparen al nord de la ciutat, que s'aixecava a la part superior d'un turó anomenat Mont Bàrbaro. La ciutat estava protegida per pendents costeruts en uns quants costats i per una muralla en el pendent més suau. Dionís va intentar bloquejar la ciutat primer, i assaltar els murs després. No se sap si van utilitzar torres d'assalt o ariets, o només escales de mà, però tots els seus intents foren rebutjats. Entella també resistí.
Amb Mòtia encara per caure, Dionís va decidir no malgastar més temps i va reprendre el seu objectiu principal, retornant a Mòtia.
Allí va tenir millor sort, capturant i saquejant la ciutat, alhora que derrotava la flota de socors cartaginesa liderada per Himilcó Hannó. Després va tornar a Siracusa per passar l'hivern, però deixant destacaments a Mòtia i a les rodalies de Segesta i Entella.

## Setge del 397 aC
Himilcó, derrotat a Mòtia, havia retornat a Cartago per reunir un nou exèrcit de 50.000 homes, i durant la primavera del 397 aC havia aconseguit desembarcar a Palerm, malgrat els esforços de Leptines per aturar-lo.
Mentrestant, Dionís ja es movia cap a Sicília occidental, saquejant els territoris de Sículs i Sicans i reprenent el setge de Segesta, on havia deixat un destacament. Dionís era un mestre dels atacs nocturns, maniobra que li havia permès capturar Mòtia, però a Segesta en fou la víctima d'un. Les tropes de la ciutat van aconseguir arribar fins al campament grec sense ser detectades i hi calaren foc. Pocs homes foren víctimes de les flames, però hi moriren tots els cavalls, una pèrdua molt important tenint en compte que l'exèrcit cartaginès s'aproximava a la ciutat. Així, per segon cop, Dionís es va veure obligat a aixecar el setge i recular.
Himilco i el seu espectacular exèrcit va recuperar la ciutat d'Eryx i Mòtia, on davant del deplorable estat de la ciutat hi va fundar un segon assentament batejat com Lilibèon, moderna Marsala.
Els generals grecs volien enfrontar-se als cartaginesos, però Dionís no estava segur de poder vèncer, doncs tenia menys homes i es trobava en territori hostil, així que es va retirar a la seva capital, Siracusa.

## Fets Posteriors
Els cartaginesos van recuperar el control de Sicília occidental, fet que ja no va canviar durant la vida de Dionís. El seu fracàs en assegurar una base en la part occidental de l'illa va permetre que Himlicó recuperés la iniciativa, saquejant Messina i derrotant la flota grega a Catana, fins a assetjar la mateixa Siracusa.
Segesta va romandre vassalla de Cartago fins al 307 aC, quan s'aliaren amb el nou tirà de Siracusa, Agàtocles.